# مزرعة نو (زرين أردكان)
مزرعة نو (بالإنجليزية: Mazraeh-ye Now, Ardakan)‏ هي منطقة سكنية تقع في إيران في يزد.